# Бельагашская степь
Бельага́шская (Белагашская, Бель-Агачская, Бельагачская) степь (равнина) (каз. Белағаш даласы) — равнина на правобережье Иртыша, в западной части Бородулихинского района Восточно-Казахстанской области Казахстана. Протяженность степи с северо-востока на юго-запад — 100 км, с запада на восток — 30—60 км. Высота — 225—240 м над уровнем моря. Поверхность слабоволнистая. Верхний слой сложен осадочными породами средне- и верхнечетвертичного периодов, которые подстилаются интрузивными горными породами пермского и каменноугольного периодов. Почвы тёмно-каштановые. Растительность древесно-кустарниковая: сосна, ива, ковыль, тонконог, осока, зверобой и другие.